# CB&Q 9904–9905
A CB&Q 9904–9905 egy B-B tengelyelrendezésű áramvonalas dízelmozdony-sorozat volt, melyet az amerikai General Motors Electro-Motive Division gyártott. Az 1342 kW  teljesítményű motorvonatból összesen 2 db-ot gyártottak 1936-ban.